# Bomambuzi
Bomambuzi (auch Boma Mbuzi) ist ein Verwaltungsbezirk (Ward) des Distrikts Moshi (MC) in der tansanischen Region Kilimandscharo.

## Geografie
Bomambuzi liegt im Nordosten von Tansania im Süden der Regionshauptstadt Moshi. Der Bezirk liegt östlich der Bahnlinie Moshi-Arusha und westlich der Bahnlinie Moshi-Tanga. Er grenzt im Norden an Njoro, im Osten an Kaloleni, im Süden an Mabogini und Arusha Chini des Distrikts Moshi und im Westen an Pasua, Korongoni und Bondeni. Bei der Volkszählung 2022 lebten 20.326 Menschen in 5994 Haushalten auf einer Fläche von 1,4 Quadratkilometern.

## Gliederung
Der Bezirk besteht aus fünf Stadtteilen (Mtaa):
- Bomambuzi
- Sokoni
- Kilimani
- Kanisani
- Relini

## Wirtschaft und Infrastruktur
- Gesundheit: Das Pasua-Gesundheitszentrum in Bomambuzi versorgt Patienten ambulant und stationär.[8]